# ザトウクジラ
ザトウクジラ（座頭鯨、学名: Megaptera novaeangliae）は、哺乳綱偶蹄目ナガスクジラ科ザトウクジラ属に分類されるヒゲクジラであり、本種のみでザトウクジラ属を構成する。

## 名称

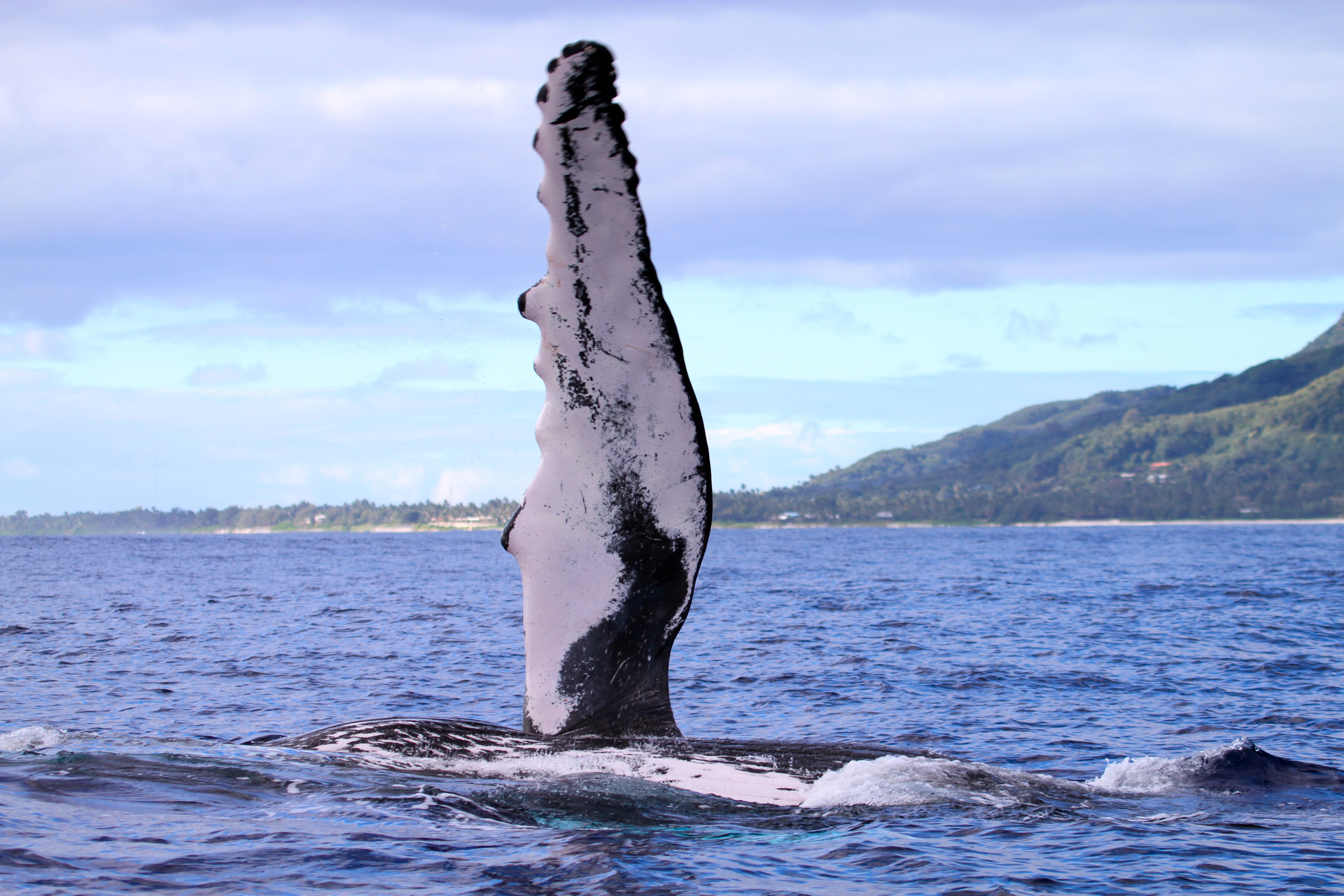
学名の由来である胸びれ

属名の「Megaptera」は古代ギリシャ語で「巨大な翼」を意味し、本種の極めて長い胸びれに由来する。
種小名の「novaeangliae」は「ニューイングランドの」のという意味だが、模式標本の産地（基準産地・タイプ産地・模式産地）は不明である。
和名は、座頭が持つ琵琶に姿が似ていることや、潜水直前の背中の形が座頭が背負う琵琶のように見えること、または瘤のような背びれが琵琶を背負った座頭に似ていることに由来するとされる。
中国語名では、一般的に「大翅鲸」や「巨臂鲸」や「座头鲸」と表記され、学名の「大きな胸びれ」や和名に準拠した命名がされている。

## 分類
遺伝子解析の結果、ナガスクジラはナガスクジラ属の他の種よりもザトウクジラと近縁である事が判明している。
核遺伝子やミトコンドリアDNAによる分子系統解析の結果から、北太平洋・北大西洋・南半球の3亜種に分類する提案もある。以下の分類は、Jackson et al. (2014) に従う。ただしkuzira Gray, 1850の括弧の有無については原記載に基づいて修正した。
Megaptera novaeangliae novaeangliae (Borowski, 1781)北大西洋。
Megaptera novaeangliae australis (Lesson, 1828)南半球。模式産地は喜望峰。
Megaptera novaeangliae kuzira Gray, 1850北太平洋。模式産地は日本南部。
「australis」は「南の」を意味し、「kuzira」は日本語の「クジラ」に由来している。2023年時点の世界海生哺乳類学会ではこの分類が採用されている。一方でWorld Cetacea Databaseではどれも裸名として扱われており、亜種を認めていない。
この他にも、アラビア海と北インド洋等に分布する絶滅寸前の個体群は地理的に他の個体群とは7万年以上も隔離されてきたと推測されている。

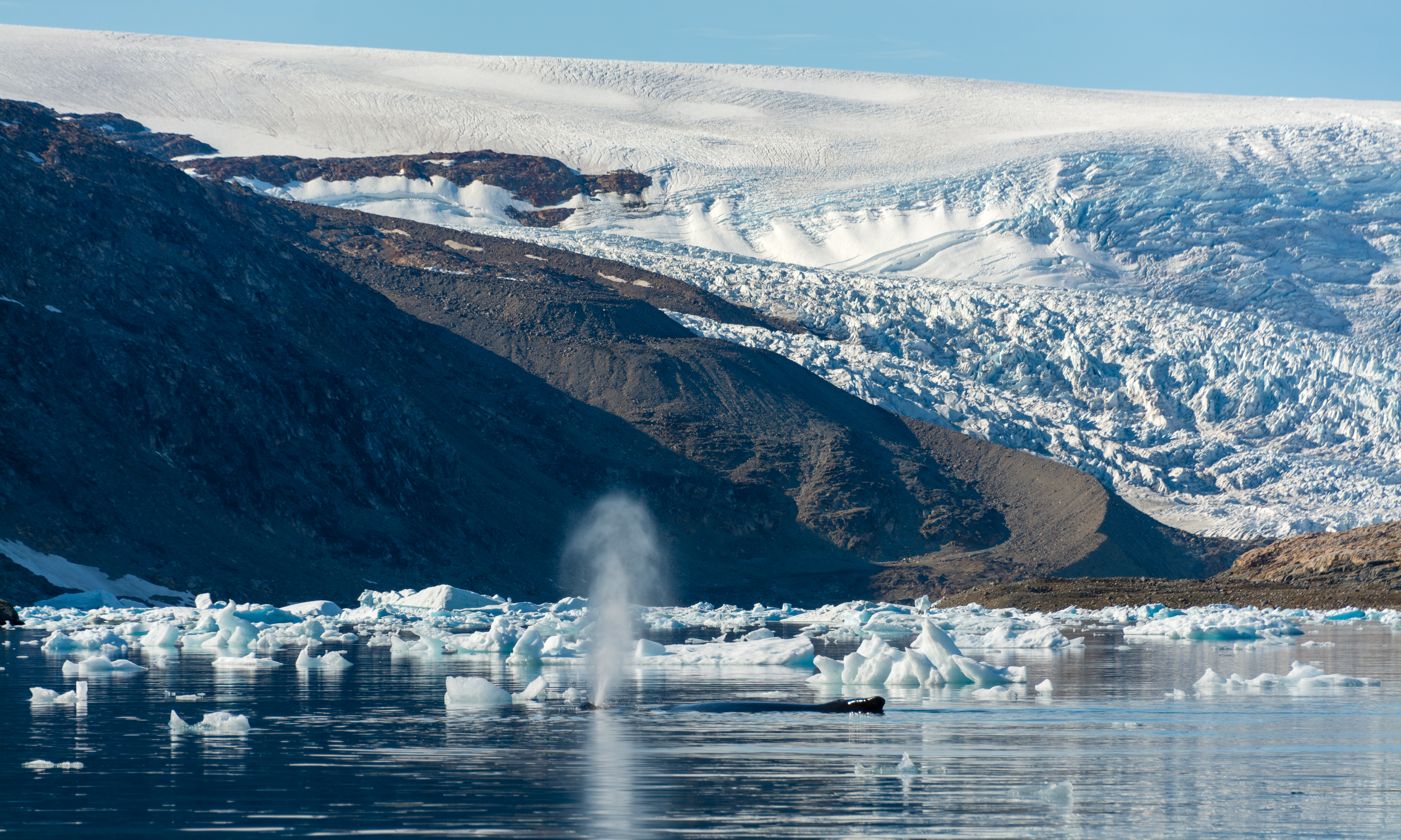
北大西洋（グリーンランド）
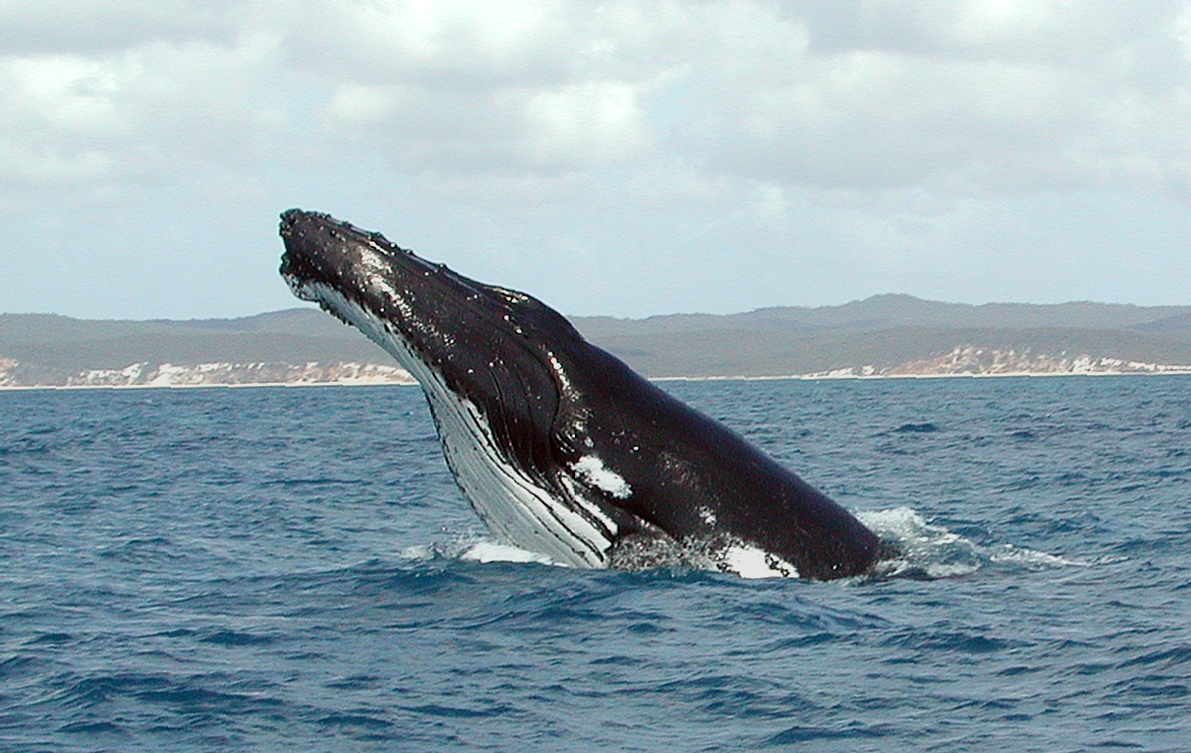
南半球（オーストラリア）
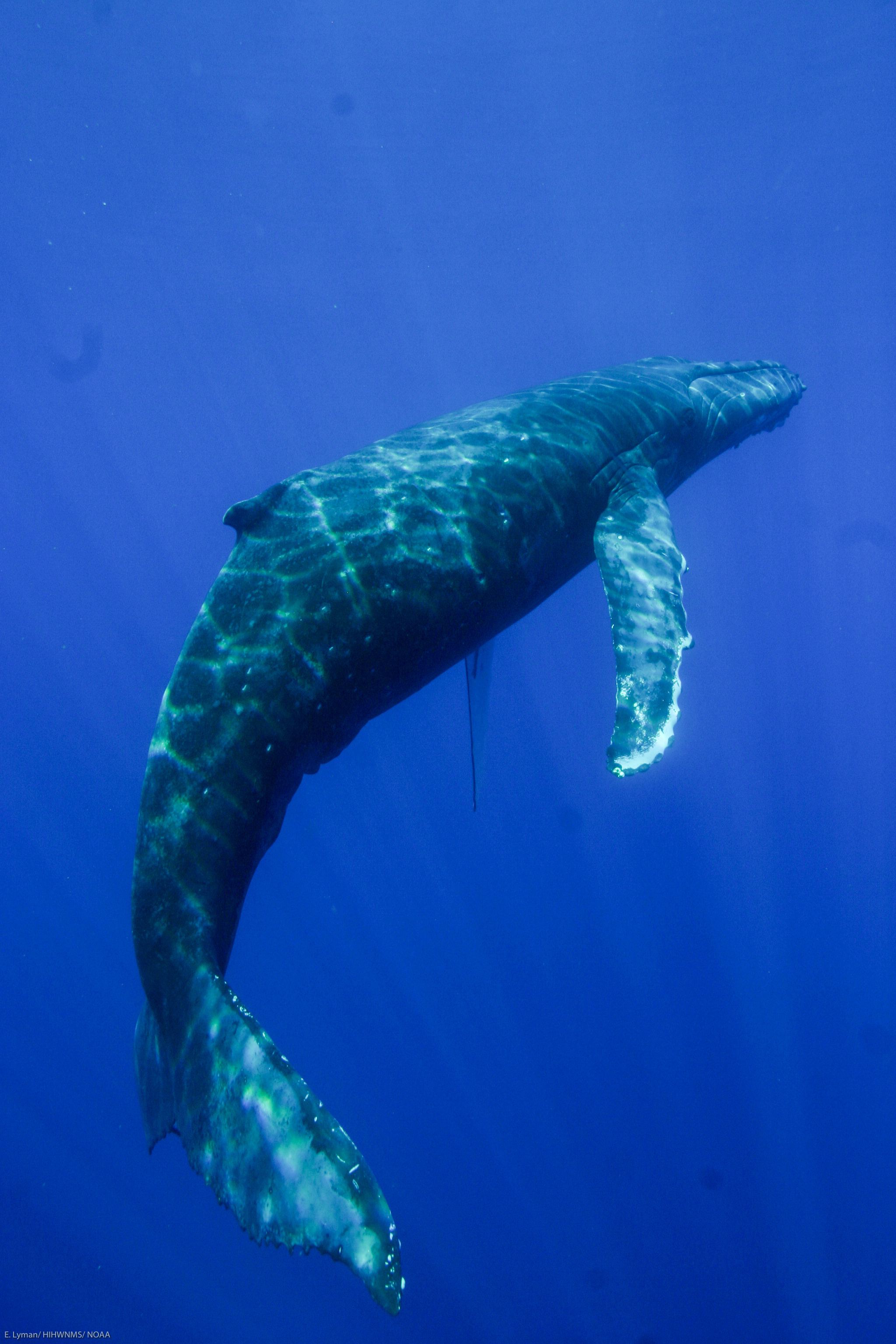
北太平洋（ハワイ諸島）

## 形態

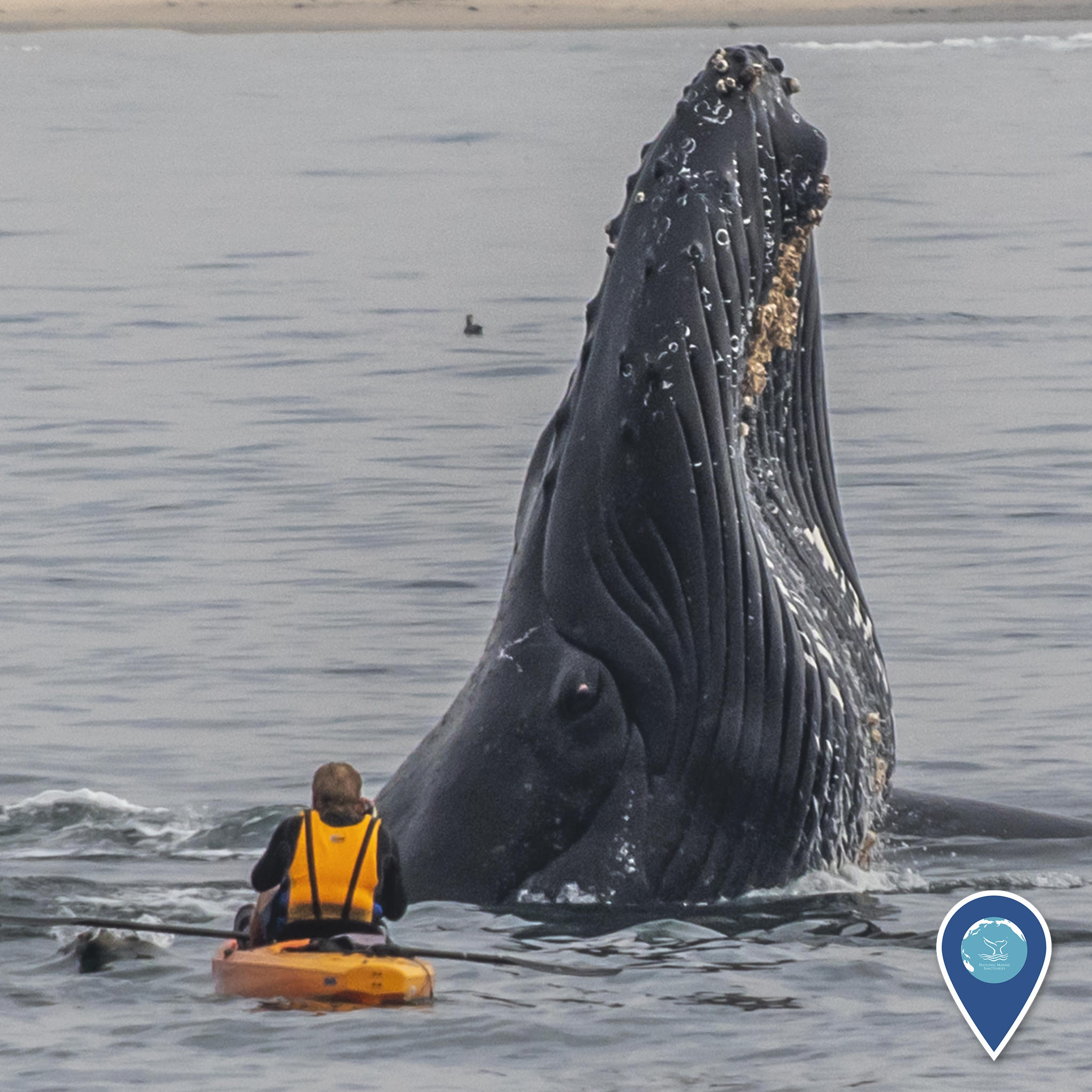
人間との比較（モントレー湾）

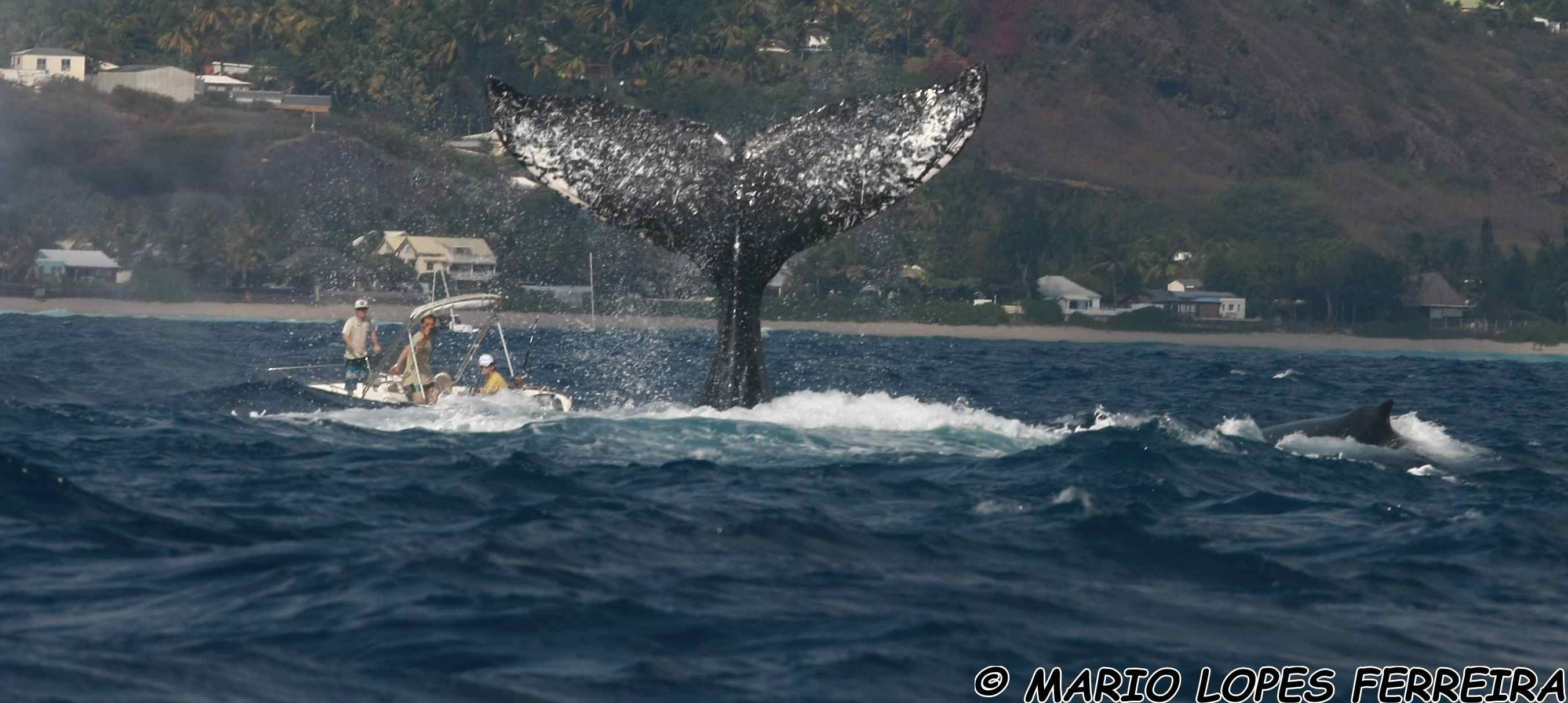
尾びれの模様は個体識別に使われる（レユニオン島）

全長オス13.4メートル、メス13.7メートル。とくに大型の個体は、全長16-17メートル、体重40トンに達する。体長が18メートル以上、体重が56.1トンに達するという報告も存在し、それらの最大記録は19.5メートルのメスであったが、これらの記録の正確性は不明である。理論上は体長が18メートル以上に達する可能性もあるが、現代的な観測方法で確認できている2023年の時点で生存が確認されている個体は、絶滅寸前とされるアラビア海の個体群に属する体長16.8メートルのメスである。
他のナガスクジラ科の種類とは外見の差異が大きい。全長の3分の1に達する非常に大型の胸びれが最大の特徴であり、概して流線形が目立つ現生鯨類全体でも特徴的な形状である。また、上下の顎にあるフジツボに覆われた瘤状の隆起が特徴の一つで、比較的にずんぐりしている。吻端から噴気孔にかけては僅かな隆起線が存在する。上顎の背面と下顎の側面に白い瘤状の隆起があり、隆起の頂部には感覚毛が生える。背びれは低い三角形、また尾びれにかけて低い隆起が存在する。喉の畝は12 - 36本で、幅広い。背面は黒 - 青黒で、腹部に白い斑。胸びれの先端も白くなる。クジラヒゲは黒であるが、時折白い個体も存在する。
尾びれ後縁には鋸歯状の切れ込みが入る。尾びれの模様と頭部や腹部や胸びれなどの白変部分には個体差があり、尾びれ下面の斑紋は個体識別に利用されている。
尾びれ以外にも、全身が黒い個体や、腹面は白い個体もいるなど他の部分の体色にも個体変異が大きい。南半球産の個体は北半球産の個体よりも白変部分の大きさや模様などのバリエーションに富んでいる。
また、アルビノや白変個体が北太平洋・北大西洋・南半球には時折見られ、最も著名な個体としてオーストラリアとニュージーランドに回遊してきたミガルー（英語版）が知られるが、ミガルーは混獲によって死亡した可能性が指摘されている。

## 生態

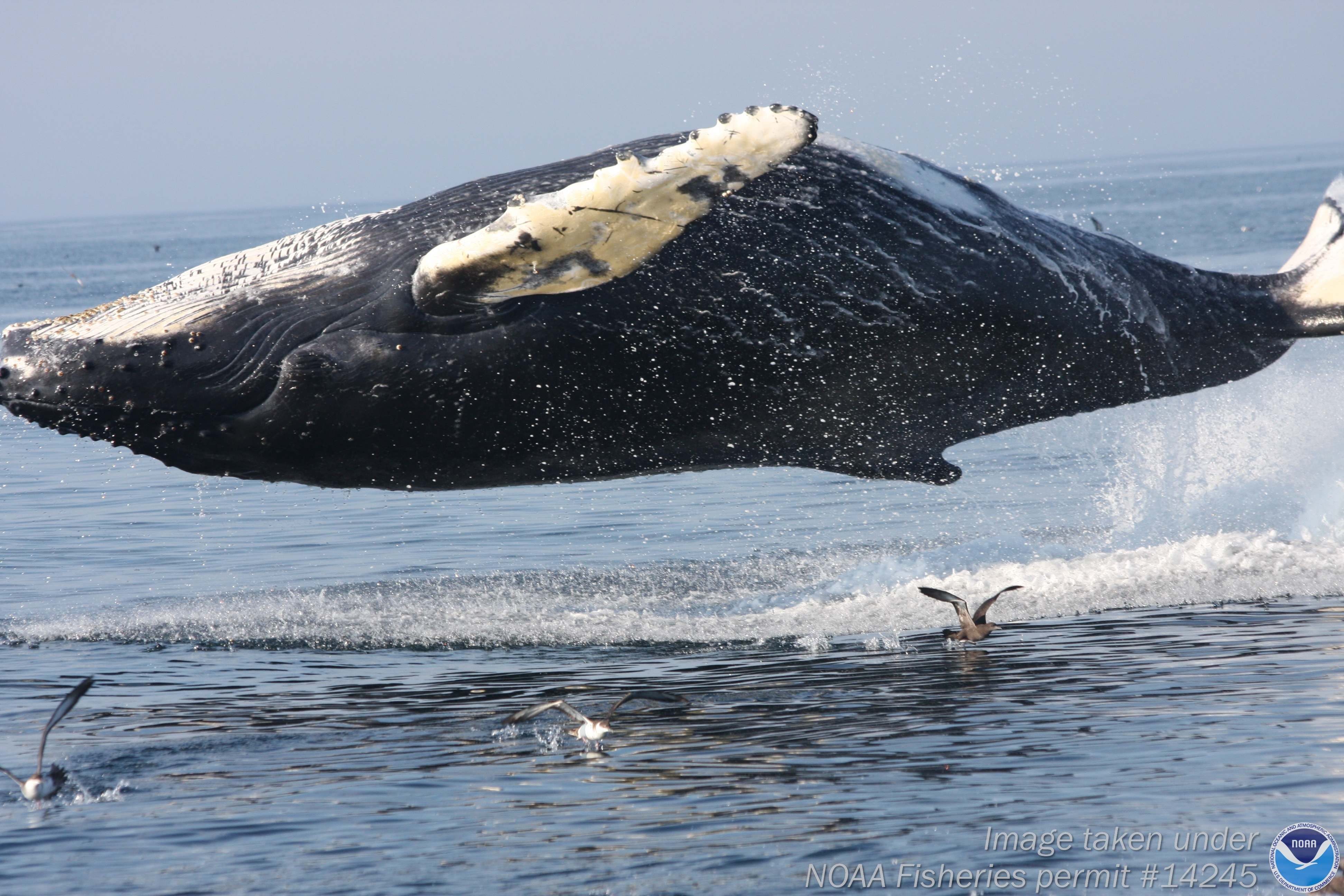
全身が完全に水上に飛び出す珍しいパターンのブリーチング（ステルワーゲンバンク国立海洋保護区）

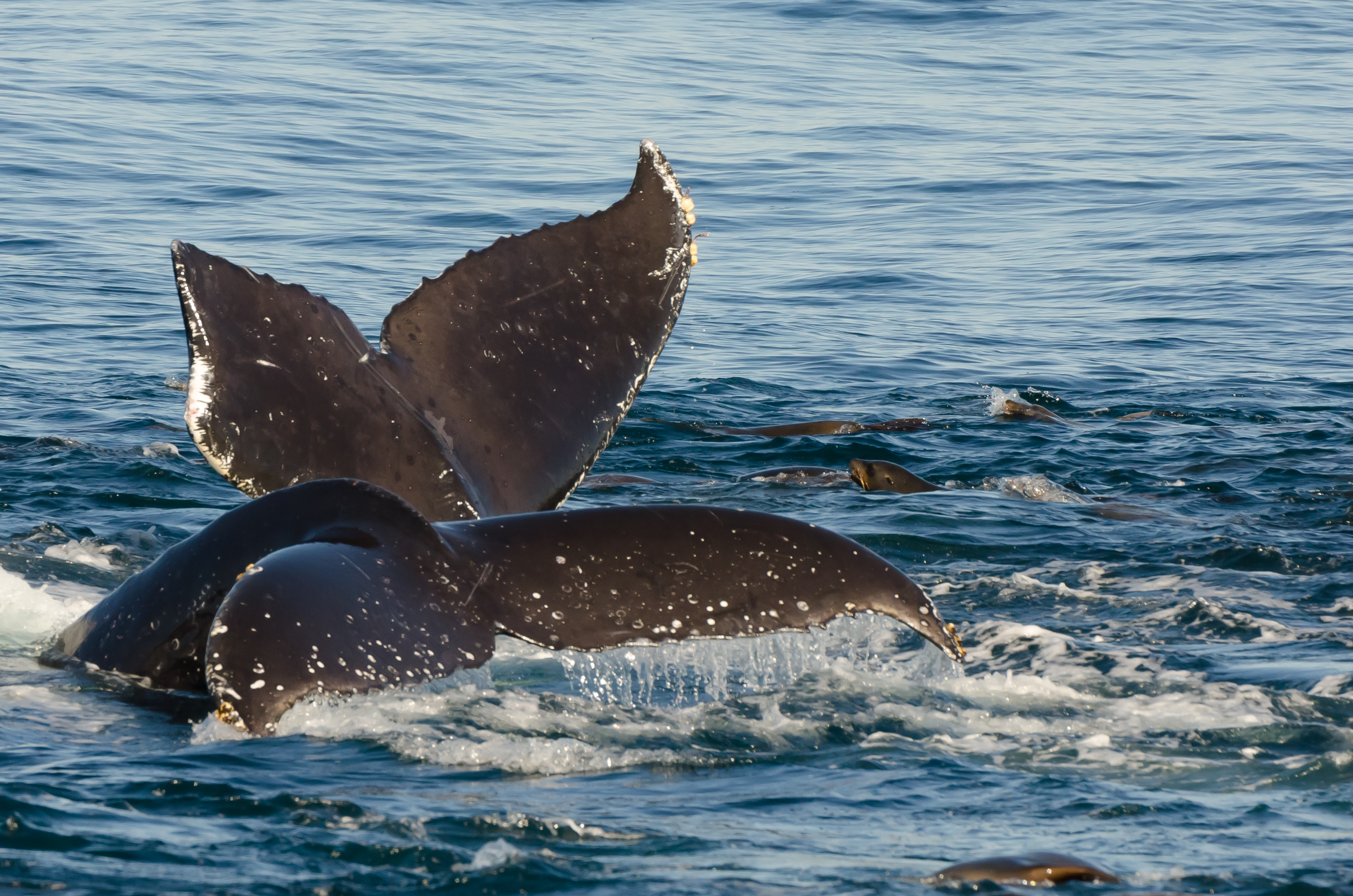
カリフォルニアアシカとの交流（モントレー湾）

ザトウクジラは地域毎に集団を形成している。集団でまとまって移動し、集団間では交流がほとんどない。
北半球にも南半球にも存在する。夏は極の近くで主に捕食をし、冬は赤道までは行かないが温かい海域まで移動し出産・繁殖・子育てをし、また春になるに連れ極の方に移動するという回遊生活を送っている。温かい海域で捕食をしないのは単純に餌が少ないからだと考えられており、局所的に餌生物の大量発生が見られる場合には低緯度海域でも捕食することが知られる。一方で、後述のアラビア海・北インド洋の個体群は、年間を通して温暖な海域に留まる。
25 km/hで泳ぐ。身長が小さい時期は5分、身長が大きくなれば45分息を止めて泳ぐ事ができる。
ナガスクジラ科でも際立って活発な海面行動を行う事で知られており、種類や頻度も多い。例えば、水面に向かって跳躍するジャンプ（ブリーチング）を行う。この行動の意味については、「寄生虫を振り落とすため」や「コミュニケーション」や「遊び」等の諸説があるが、実情は不明である。
繁殖の時期は、オスによるメスの獲得権争い・テリトリー争いの為行動が激しくなり、メイティングと呼ばれている。上述のブリーチングもオスが自分をアピールする為多く見られる。オス同士を煽ってメスが行う事もある。子供も生きていく上で必要な技術なので母親が見せ子供も練習する。その他、ペックスラップ、テールスラップ、ヘッドスラップ、ペダングルスラップ、スパイホップなど様々な行動をする。
親子の絆は強く、母親は子供を危険から守ろうとする。日本列島の古式捕鯨では、本種はセミクジラやコククジラと共に捕獲の主対象であったが、当時は（本種に限らず）捕獲する大型鯨類に対してこの習性を利用した捕獲方法が用いられ、人間から子供を庇って盾になろうとする親鯨ごと親子を捕殺したり、泳ぎの遅い子供を最初に捕殺または傷つけて、一度は逃げたが子供のために戻ってきたり離れない親鯨も同時に捕獲するという方法が取られたとされる。また、混獲によって苦しむ仲間を助けようとする光景も観察されている。
2022年にザトウクジラ同士の性行為が初めて撮影され、それはオス同士によるものであったことが報告された（動物の同性愛も参照）。

### 食性

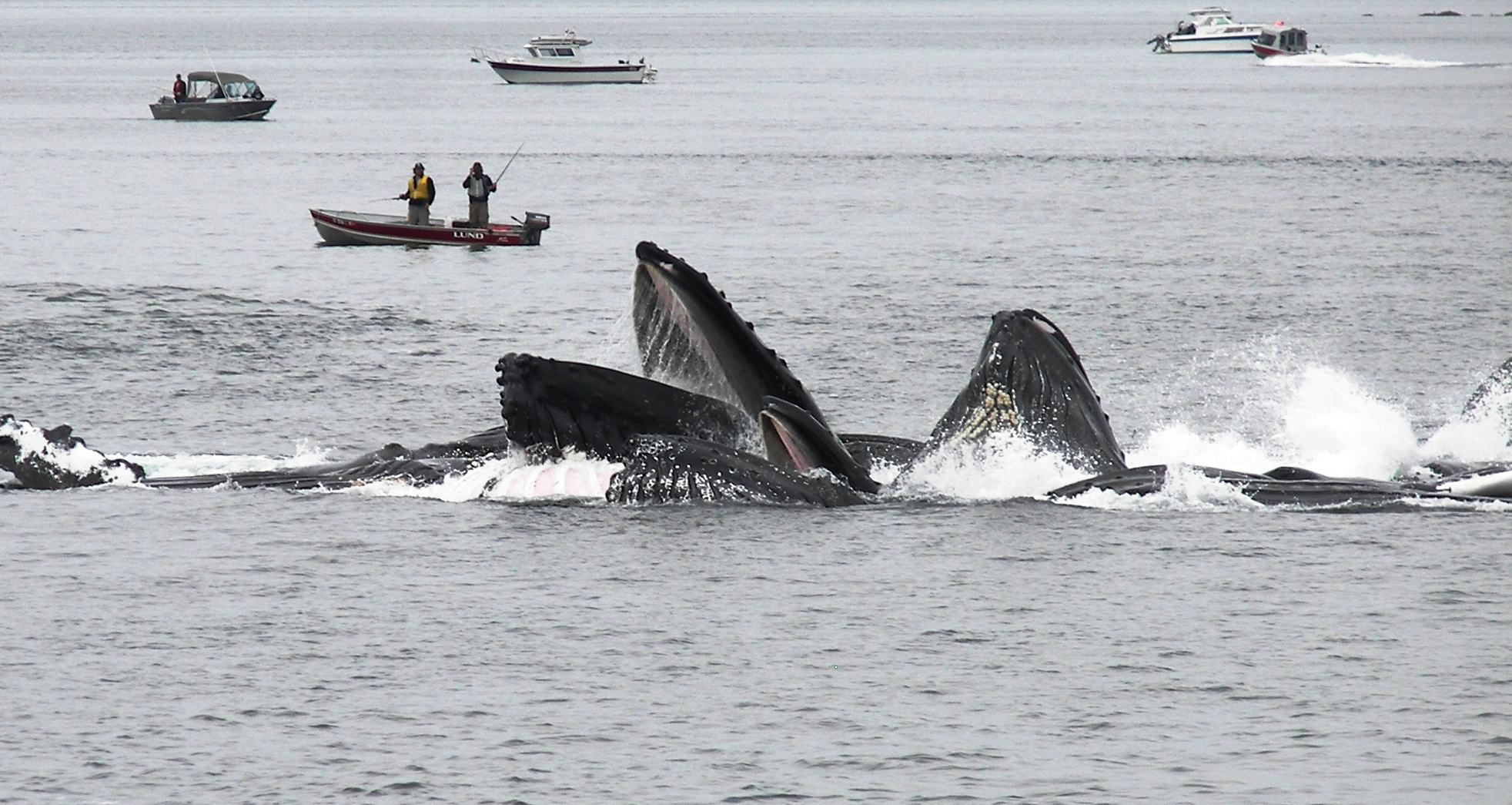
バブルネット・フィーディング（Lynn Canal）

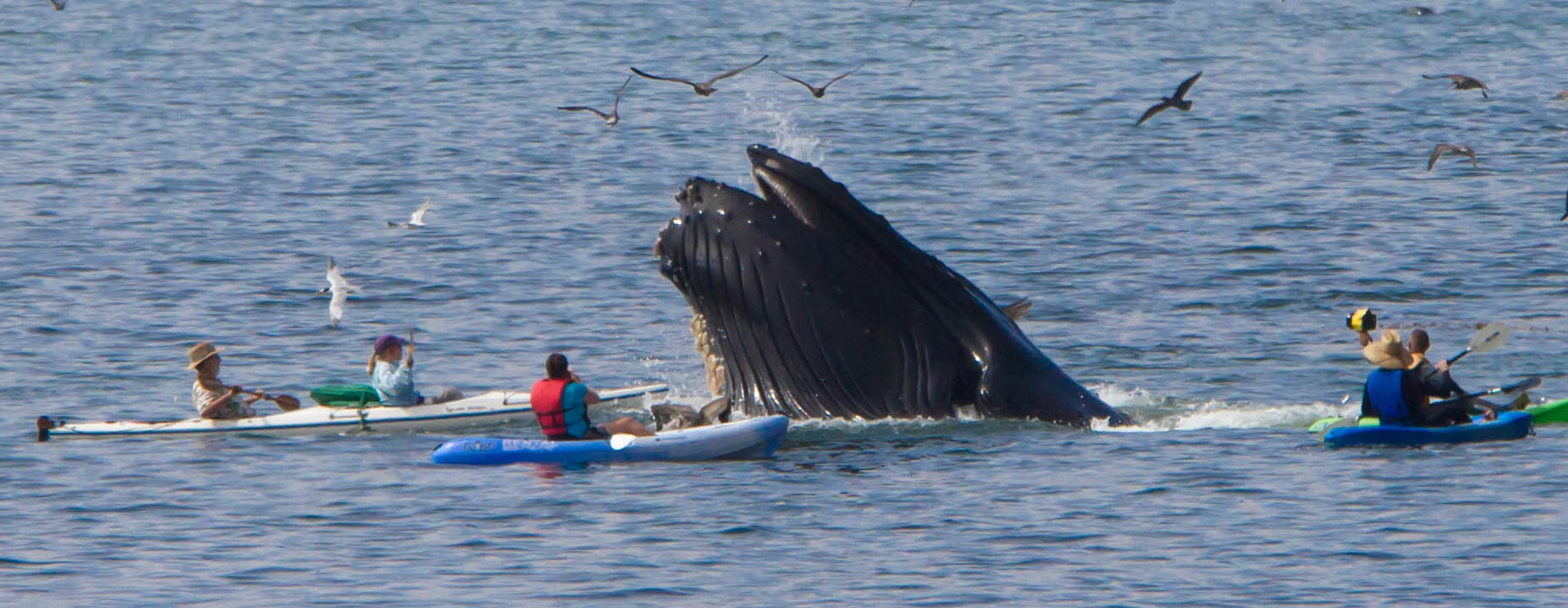
ランジ・フィーディング（アビラ・ビーチ）

南半球では主にオキアミ類を食べる。北半球ではオキアミ類に加えてニシンやカラフトシシャモなどの群泳性の魚類の割合が増える。獲物を捕食する際に気泡を用いることもあり（バブルネット・フィーディング）、尾びれを水面を叩きつけたり（インサイド・ループ）噴気孔から息を排出して気泡を発生させる。噴気孔から息を排出する方法では直径1 - 2メートル程度の小規模な気泡（気泡柱）で獲物の群れを取り囲んだり（気泡網）、確認事例が少ないものの一気に息を排出することで大規模な気泡（気泡雲）を発生させて獲物を下から水面に押し上げたり密集させてから捕食することがある。複数の個体が協力してバブルフィーディングを行うこともある。なお、オキアミが対象であるときは刺激を与えると密集する習性を利用し、尾びれでオキアミの水面上に水をかけ、集まったところを捕食する。
北半球の北方に伝わる伝説の生物である「ハーヴグーヴァ」の伝承の由来にもなったとされる「トラップ・フィーディング」は、以前は主にカツオクジラにおける行動とされてきたが、2011年にはバンクーバー島周辺におけるザトウクジラも同様の採餌方法を行うことが確認された。
後述の通り、とくに日本では「鯨害獣論（鯨食害論）」を支持する風潮が見られて捕鯨問題が拡大したが、その論理的正当性には当時から疑問視する声が多く、日本側も結果的に撤回しており、2010年代以降は対照的に大型鯨類による海洋生態系と気候などへの好影響が指摘されている。

### 歌
ザトウクジラは「歌」を歌うクジラとしても知られている。他のクジラも求愛などの際に声を出すことはあるがザトウクジラの歌は他のクジラと全く異なる。歌は1曲数分から30分以上続くが、何曲も繰り返して歌う。最長で20時間程の繰り返しが観測されている。歌の構造はよく研究されており、「歌」はいくつかの「旋律」の組み合わせから成り、ひとつの旋律は「句」の繰り返しであり、ひとつの句はいくつかの単位を並べたものからなる。このため、ザトウクジラの歌は、人類以外の動物による階層構造の利用の例として議論になっている。歌は地域毎にみると、同時期のものはクジラ毎の差異はわずかでしかないが、時とともにどんどんと変化してゆく。また、繁殖する地域によって歌い方にも特徴があり、他の地域のザトウクジラには歌が通じない。なお、この歌はボイジャー1号、2号に積み込まれた地球外知的生命体宛てのレコードにも録音されている。
その他にも本種の発声や歌には特徴が存在している。本種はミンククジラやイワシクジラ等と同様に無呼吸下での発声が可能である。また、本種、セミクジラ属、ホッキョククジラ、コククジラ（「fight species」）はシャチの襲撃に対して戦うことで抵抗する傾向が他のナガスクジラ科（「flight species」）よりも強く、「fight species」は1500ヘルツ以上の音域で鳴くのに対して「flight species」の発声は100ヘルツ以下の音域であり明確な差が存在している。さらに、ザトウクジラの歌には経験則を用いて構成されるという人類の言語との共通点が存在しており、収斂進化の可能性がある。

## 異種間交配
シロナガスクジラとの交配個体が少なくとも一例判明している他、コククジラとの間に生まれた可能性のある個体の報告例も存在する。
また、セミクジラがザトウクジラの繁殖グループに混ざっていたと思わしい観察事例がある他、ミナミセミクジラとザトウクジラの交尾が確認されている。
後述のナン・ハウザー博士の調査チームも、2014年にラロトンガ島にてナガスクジラに求愛をしている可能性のある個体を観察している。

## 天敵

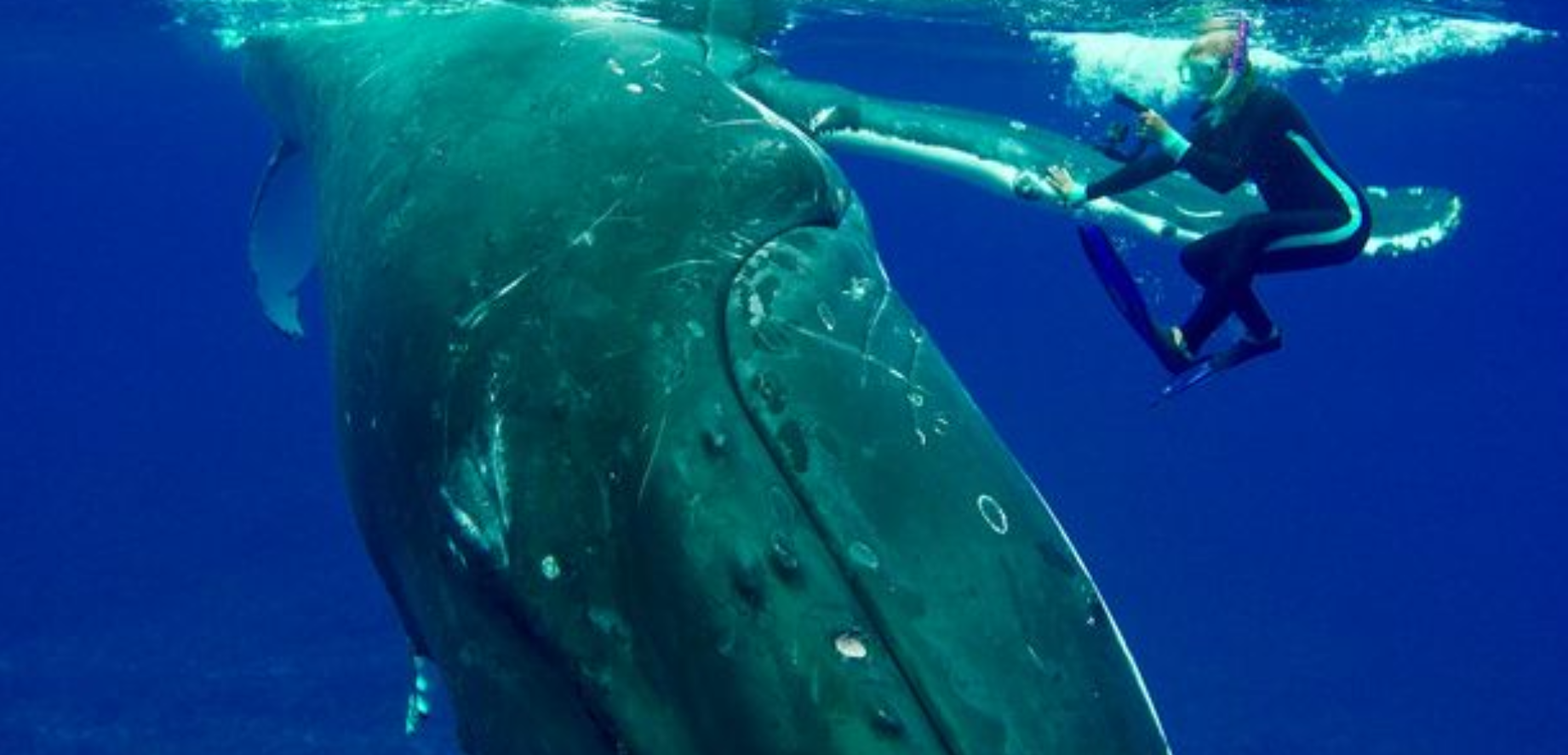
2017年のラロトンガ島にて、ナン・ハウザー博士をイタチザメから守ろうとしているのではないかと推測されることもある観察例。オスがメスをイタチザメから守る光景も記録されている。

人間を除けばシャチや大型のサメなどが天敵である。シャチやサメによる本種への襲撃は主に子供や弱った個体に目立つ。しかし、群れで子供のザトウクジラを狙ったとしても必ずしも狩りが成功するわけではなく、2021年には西オーストラリア沖で、2 - 3歳と推測される単独の個体が背びれを失ったものの、2つのシャチの群れの混合群（15頭以上）とさらに別の6頭の群れの襲撃を4時間耐えきって生存している。
また、ザトウクジラはシャチによる捕食行動を積極的に妨害して、他の生物を守るとされている。これまでに、ミナミセミクジラ、コククジラ、ミンククジラ、ネズミイルカ、イシイルカ、カニクイアザラシ、ウェッデルアザラシ、ゼニガタアザラシ、カリフォルニアアシカ、トド、キタゾウアザラシ、マンボウなどを保護したり救助しようとした観察例が存在する。また、体に付着したフジツボはシャチやサメに対する武器にもなり得る。上記の通り、本種とセミクジラ属・ホッキョククジラ・コククジラ（「fight species」）はシャチの襲撃に抵抗する傾向が他のナガスクジラ科（「flight species」）よりも強く、シャチへの対策としての発声音域も両カテゴリー間では大きく異なる。
2017年には、ラロトンガ島にてとある個体が、生物学者のナン・ハウザーをイタチザメの襲撃から守ったのではないかともされる行動が観察されたが、この事例における厳密な行動原理は明らかになっていない。また、オスがメスを守ろうとイタチザメに対する防衛行動を見せた記録も存在する。

## 分布

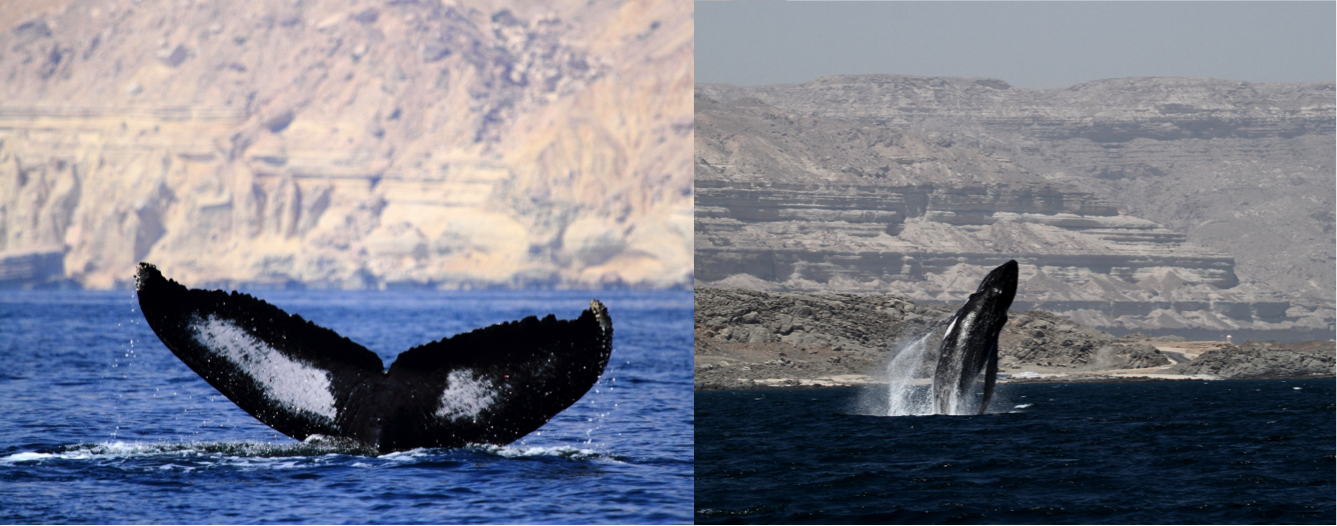
個体数が危機的状況にあるアラビア海の個体群（ドファール特別行政区）

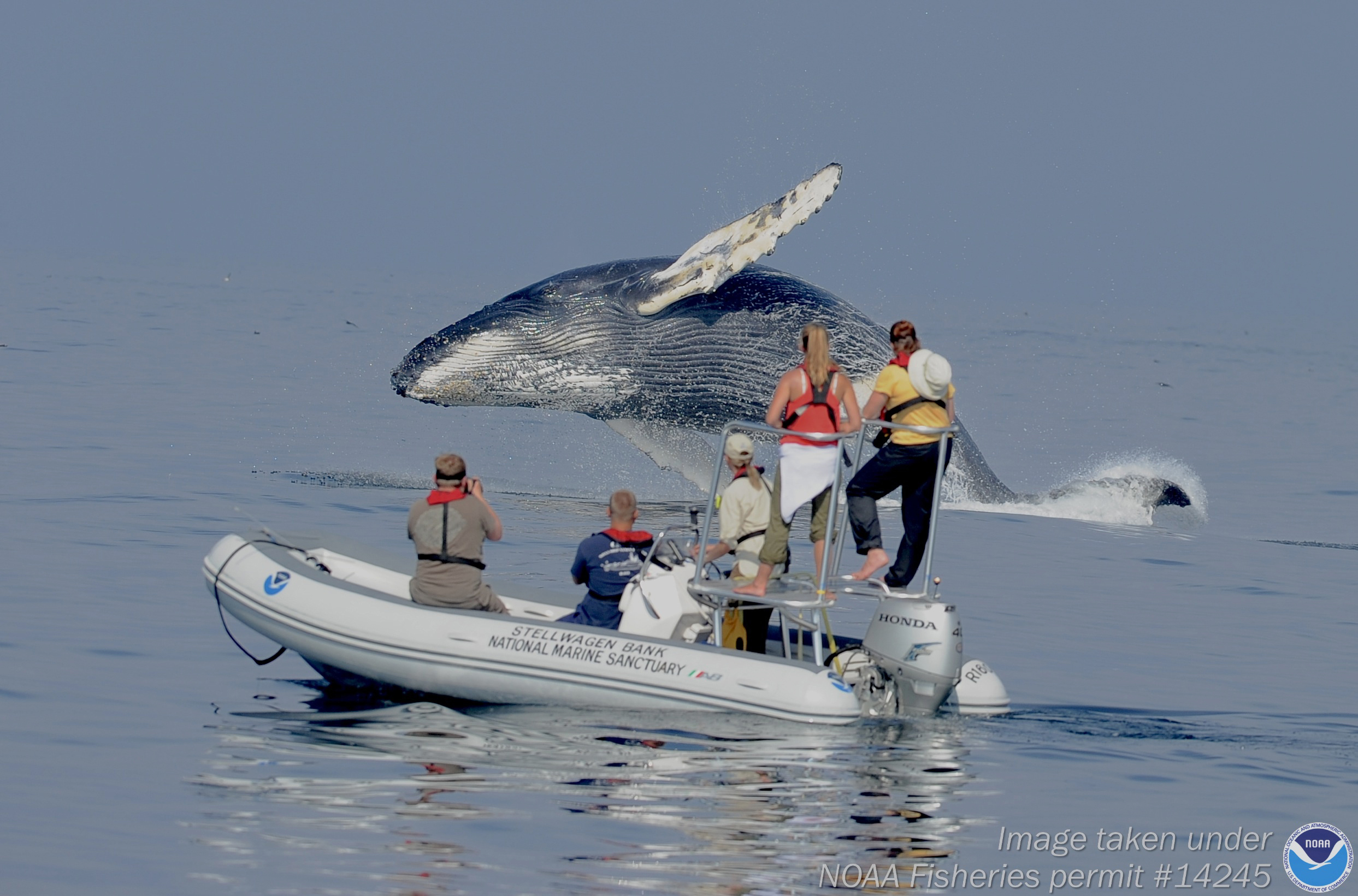
研究者たちによる観察（ステルワーゲンバンク国立海洋保護区）

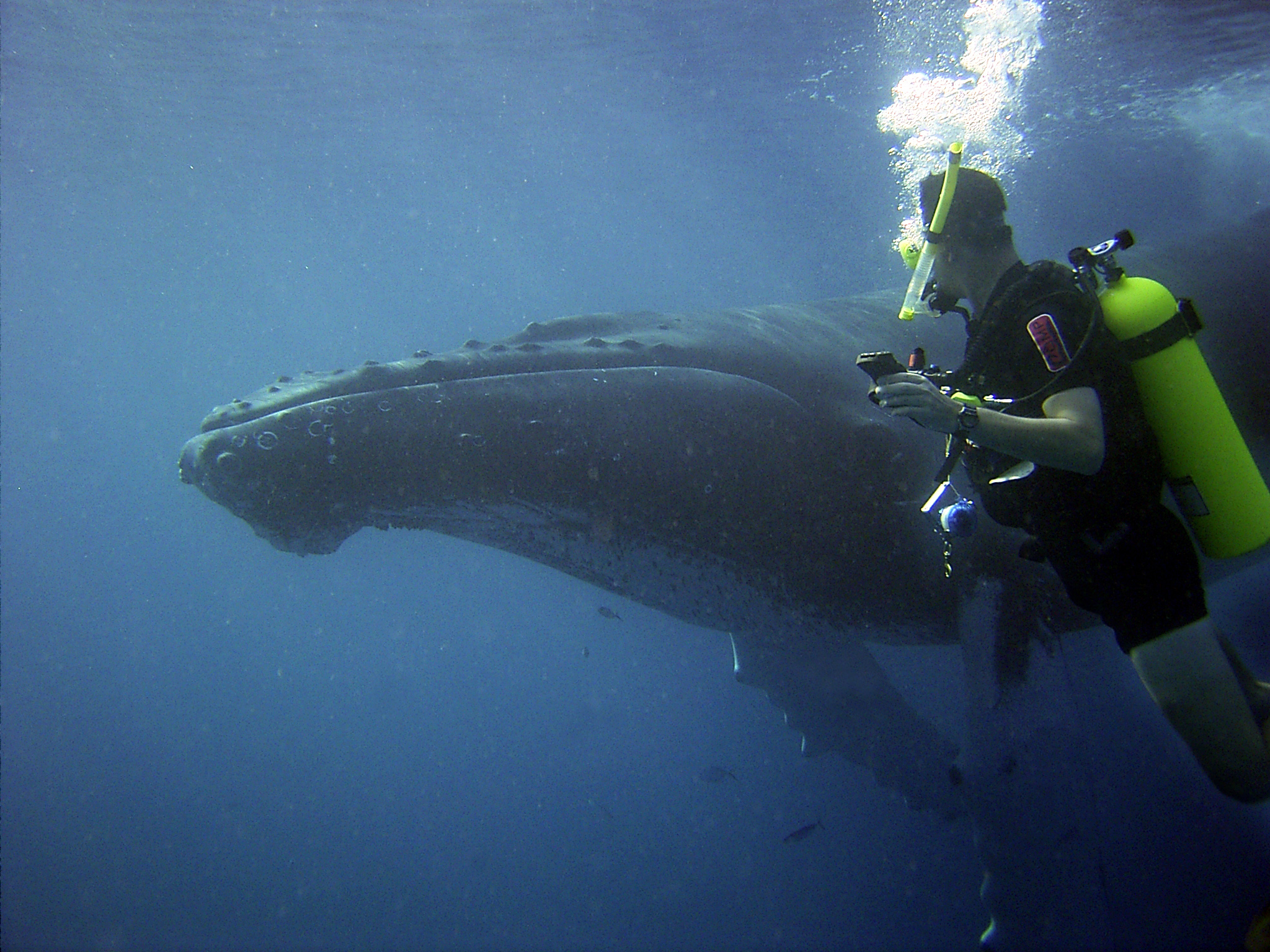
水中流速計を回収中のNOAA少佐を観察しに来た個体（ドミニカ共和国）

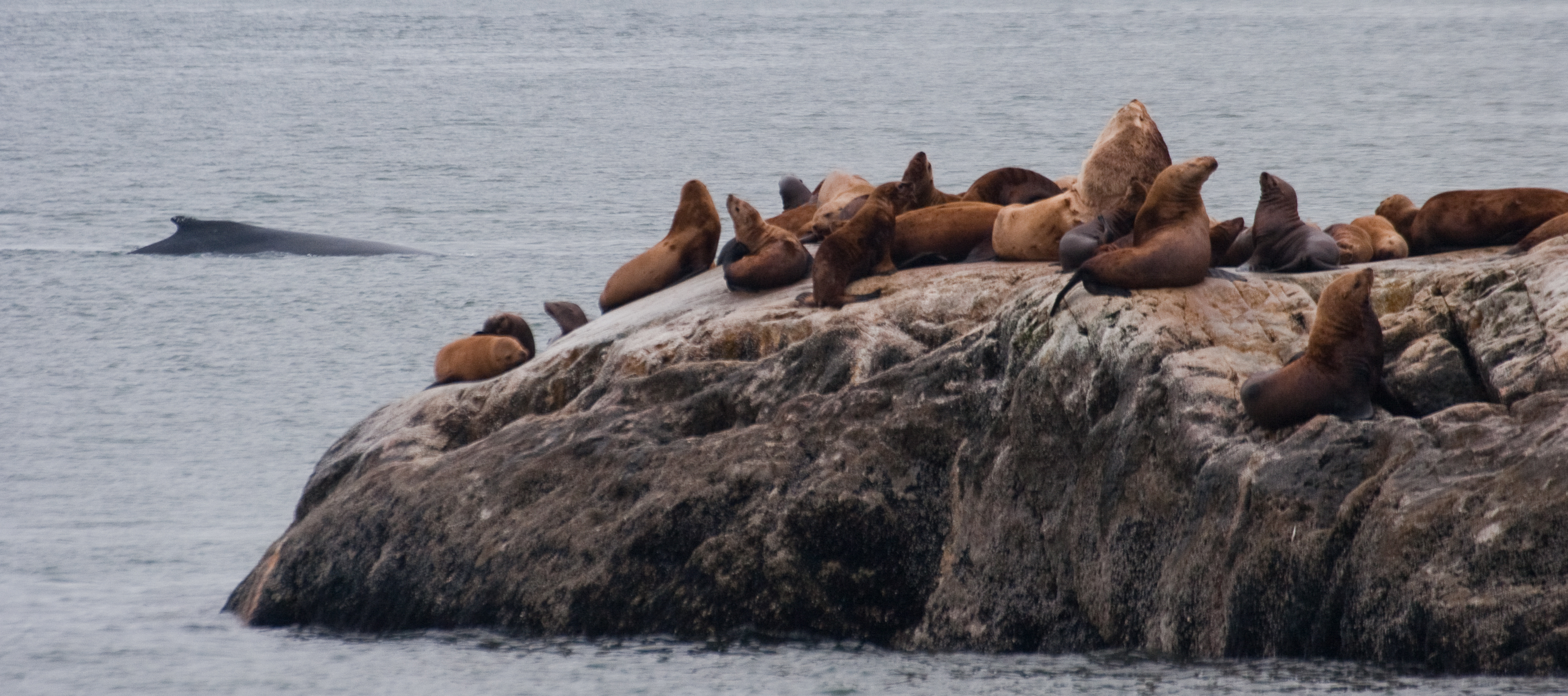
トドのハーレムの傍を通過する個体（グレイシャーベイ国立公園）

本種は大規模な回遊を行う事で知られている。北半球の越冬海域や繁殖海域はコスタリカ沿岸・日本列島・フィリピン北部・マリアナ諸島・中米沿岸・ハワイ諸島・北西ハワイ諸島・ドミニカ共和国沿岸・カーボベルデ・セネガル・ガンビアなどがある。南半球ではオーストラリア・タヒチ・トンガ・アフリカ大陸・マダガスカル島・南アメリカ大陸などの沿岸部で繁殖し、南極海の氷縁周辺で採食を行う。
オレゴン州沿岸部やハワイ諸島で繁殖する個体群は、アラスカ湾や北アメリカ大陸沿岸部で採食を行う。カリブ海で繁殖する個体群は、北アメリカ大陸・ノルウェー・グリーンランドなどの沿岸部で採食を行う。
日本で繁殖する個体群は、主にアリューシャン列島・オホーツク海・カムチャッカ半島などの沿岸部で採食を行っていると考えられている。
なお、パナマ沿岸のイスラ・セカス（英語版）では、北半球と南半球の個体群が入れ替わりに同じ地域を越冬に利用するという稀有な事例が見られる。
また、サイパンとメキシコ、マダガスカル島とブラジル等、同一の個体が大洋を跨いで異なる繁殖海域を行き来している事例も判明しており、従来の想定よりも個体群同士の関係性や回遊の習性が複雑である可能性が指摘されている。
アラビア海と北インド洋等に分布する個体群は、通年を温暖な海域ですごし、約7万年以上も他の個体群と隔離されてきたとされる独自性を持つが、残存個体数が約80頭と絶滅危惧 (Endangered) に指定されている。
他の鯨類と同様に、個体数の回復と環境保全の促進に伴って捕鯨が行われる以前の本来の分布を徐々に取り戻す可能性が指摘されている。国外の事例を挙げると、たとえば地中海や北海の沿岸や中国の沿岸など微弱ではあるが目撃が増加している地域も散見され、ニュージーランドやブリテン諸島の様に近年までは比較的に目撃数に恵まれなかったが加速度的に目撃が増加している海域や、セネガルからギニアにかけての沿岸部の様にこれまで知られてこなかった生息地が判明する場合もあり、中にはニューヨークやサンフランシスコなど、以前は生息地ではないと考えられていたが安定した回遊が復活しつつある大都市圏も存在する。しかし、ニューヨーク、サンフランシスコ、パナマ市、ブリスベンなど、船舶の航行量が多いためにクジラの生息が悪影響を受ける可能性が高い都市圏も散見される。類似した懸念は将来的に東京湾や瀬戸内海など他の都市圏でも増加する可能性があり、これらの海域以外でも相模湾と伊豆大島、対馬や壱岐、大隅海峡や種子島や屋久島やトカラ列島など高速船との衝突の危険性が指摘される海域も存在する。
将来的には、（たとえば日本列島の周辺では）オホーツク海・北太平洋・日本海・瀬戸内海などを含む北海道から九州までの各地の沿岸部、黄海・渤海、広東省などの中国の沿岸部、台湾、朝鮮半島など、現在の時点では来遊数が少ない各海域にも増加（復活）すると思われる。
たとえば、日本列島の各島嶼域、マリアナ諸島、フィリピン北部などは小笠原諸島や慶良間諸島でも越冬する個体群が回復し始めたために後年に復活したと思わしい繁殖・越冬海域の例である。

## 人間との関係

### 捕鯨

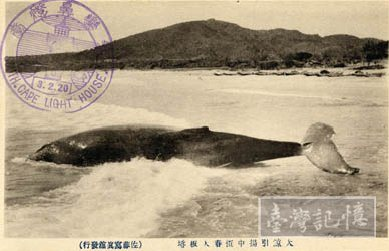
日本統治時代の台湾における捕鯨。現在の台湾ではマッコウクジラ以外の大型鯨類が目撃されるのは稀であり、とくにヒゲクジラ類の分布は壊滅したとされる。
2024年からは農業部と台東県政府によって、データベースの作成の為に目撃情報を懸賞金の支給も含めて募集している。

2025年現在では、ザトウクジラはいかなる商業捕鯨や調査捕鯨の対象にもなっていないが、本種は他の多くの大型鯨類と同様に商業捕鯨の世界的な禁止がされるまで世界中で絶滅が危惧されるほどに生息数が激減した。日本列島における古式捕鯨でも、本種はセミクジラ等と共に重点的に捕獲対象とされたために減少が著しかった可能性もある。
20世紀までの商業捕鯨でも、とくに日本とソビエト連邦による本種や他の絶滅危惧種を対象とした乱獲や基準違反や密猟が際立っており、多大な影響を受けた絶滅危惧種の個体群も少なくなかったとされる。日本の場合は外国籍の船舶も利用した「海賊捕鯨」を行っていたが、シーシェパードなどによって航行不能にされた事例も存在する。
先住民族を中心とした「生存捕鯨」の操業においては、現代では本種の捕獲が許可されているのはセントビンセント・グレナディーンのベキア島のみであり、手漕ぎのボートと手投げ式の銛を使う条件下で年間4頭の捕獲枠が設定されているが、上限まで捕獲する事例は少なく、全く捕獲がされない時期も存在し、複数の国々や環境保護団体も「生存捕鯨」という条件への該当性にも疑問を呈して批判と中止の提言をしている。また、アラスカでは本種とミンククジラが「生存捕鯨」によって無許可で捕獲されていたことも判明している。
なお、日本列島においても古くから捕鯨をタブー視する風潮も多く、捕鯨を禁止する地域が存在したり、「東洋捕鯨鮫事業所焼討事件」など捕鯨に反対する住民が暴動を起こした事例も存在する（捕鯨問題#文化としての捕鯨を参照）。

### 保護

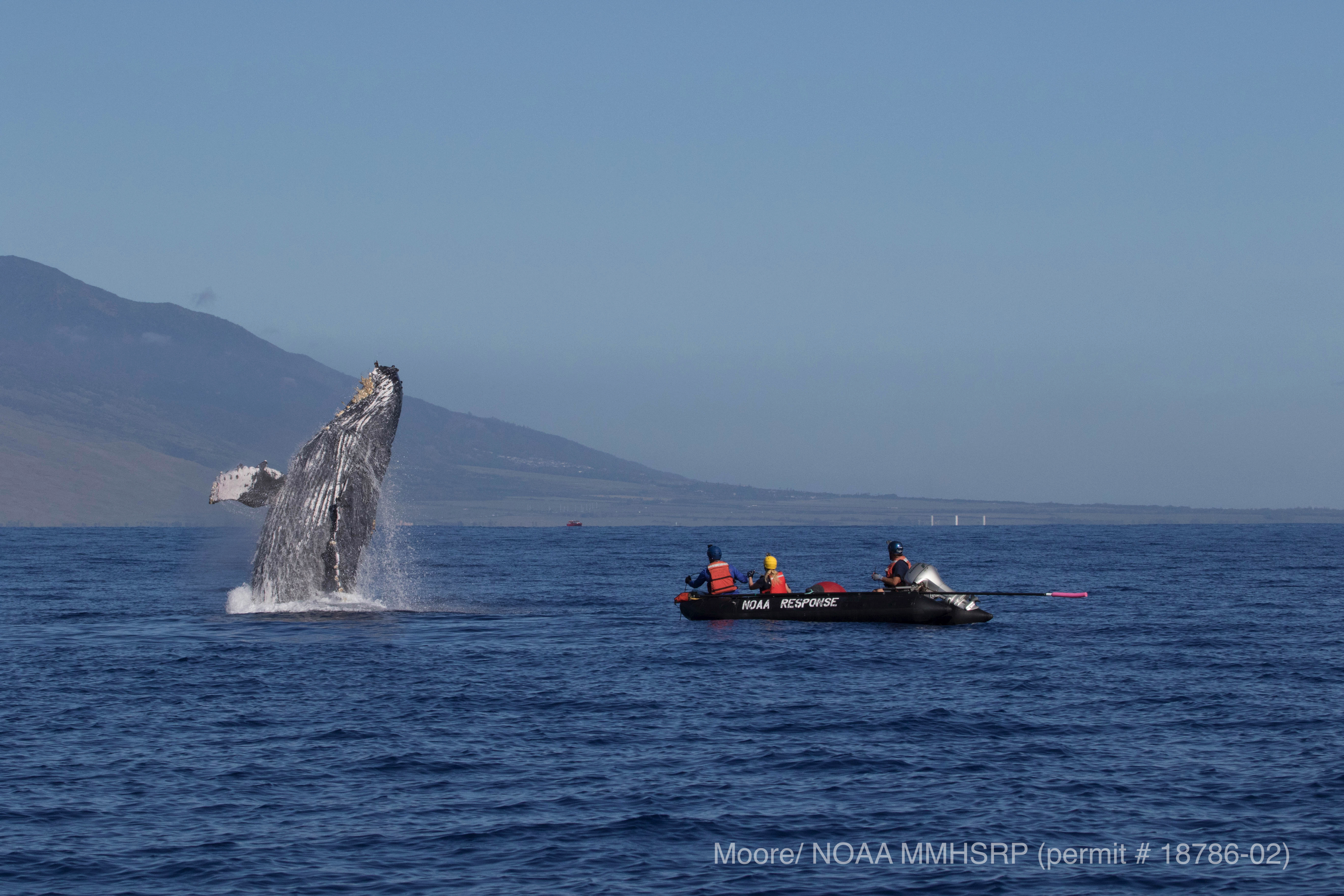
混獲からの救助活動（ハワイ）

1975年のワシントン条約の発効時から、ワシントン条約附属書Iに掲載されている。南極海周辺のザトウクジラはかつては10万頭生息していたが、保護された時期には3,000頭に減少したとされる。また、バミューダ諸島の国獣に指定されている。
2018年の時点では、全体的な生息数は増加傾向にあり、本種自体の絶滅のおそれは低いと考えられている。
南極周辺の個体に関しては、IWCによる調査に加え、南氷洋の東経35度-西経145度の区域にて、日本が調査捕鯨に付随して目視調査が行っていた。この区域には東経70-130度の区域（IV区）を中心とするD系群と東経130度-西経170度の区域（V区）を中心とするE系群の2つの系群が確認されている。IWCにおける別の報告によれば、調査捕鯨の際に行われた目視調査の結果やIWCによる調査結果、商業捕鯨時代のデータなどを総合したところ、D系群は早ければ10年後に、E系群は早ければ15-20年後に本来の生息数に回復すると予測された。
一方で、上記の通りアラビア海の個体群は「絶滅危惧」とされているだけでなく、個体群や各海域における回復の度合いには差が大きく、依然として数が少ない海域も数多い。また、漁業による混獲、一部の国々における生存捕鯨、とくに日本国内などで発生が懸念されている「混獲」と称した疑似的な捕鯨、密猟、船舶との衝突、廃棄物の誤飲、地球温暖化による餌の減少などの多角的な影響も懸念されている。上記の通り、最も著名な個体であったミガルー（英語版）も混獲によって死亡したと考えられている。
北太平洋では、2013年から2021年の間に気候変動に伴う熱波などの影響で7,000頭以上が餓死した可能性が挙げられており、他の個体においても健康状態の悪化や繁殖率の低下などの悪影響が確認されており、北太平洋における推定個体数が2012年の33,488頭から2021年には26,662頭に減少したと考えられている。これ以降も地球温暖化によって回遊のサイクルに変化が見られており、南半球では以前よりも越冬海域への出現が早まった可能性がある。また、この様な生息環境の悪化による北太平洋での大量死はコククジラにも発生している。

### 国際問題
日本鯨類研究所は第二期南極海鯨類捕獲調査（JARPA-II）計画において第三期（2007-2008年）以降、年間50頭ずつのザトウクジラとナガスクジラを捕獲する計画を立てていた。しかしこの計画は国際的な非難を招き、シーシェパードによる抗議行動を増大化させる一因になったとも指摘されている。また、特にオーストラリア政府は国益保護の為に国を挙げて反捕鯨のPR活動を行い、捕鯨船監視を目的とした軍隊の出動までもが検討され、日本政府は2007年12月21日にザトウクジラの捕獲を取りやめると発表した。
政府レベルでの反捕鯨活動を行ったオーストラリアは南極海から回遊してくる本種のホエールウォッチングで年間で約150万人の観光客を集め、2億2500万ドル（約265億円）の経済効果を上げており、また、絶滅の恐れのあるクジラとして、他4種とともに、個体数回復計画が実行されている。
アフリカ諸国とラテンアメリカ諸国が提唱している本種も対象とする南大西洋の鯨類保護区の設立も、日本をふくむ捕鯨国側が中心となって反対してきたため、2023年の段階でも実現に至っていない。日本はこれまで、政府開発援助（ODA）を利用して支援国への捕鯨を支持する様に国際捕鯨委員会における「票買い」を行ってきたとされており、ドミニカ国の元環境・計画・農水大臣でありゴールドマン環境賞の受賞歴も持つカリブ自然保護協会の会長のアサートン・マーチン（英語版）は、日本によるODAの捕鯨への政治利用を「ODA植民地主義」と批判しており、大臣職の辞任も南大西洋鯨類保護区の設立に反対する様に指示されたことへの抗議だったとしている。捕鯨問題#文化としての捕鯨も参照。
また、日本の国内で顕著に見られた風潮である「鯨害獣論（鯨食害論）」は理論的正当性について国内外から様々な批判を受けており、2009年6月の国際捕鯨委員会の年次会合にて、当時の日本政府代表代理（森下丈二水産庁参事官）が鯨類による漁業被害（害獣論）を撤回している。また、捕鯨を中心とした人間の活動によって本種を含めた大型鯨類の個体数が激減したことが海洋生態系の生産力に悪影響を与えた可能性も指摘されている。捕鯨問題#益獣論も参照。

## 純古生物学
日本では、千葉県印旛村（現・印西市）の中部更新統（チバニアン）の上部下総層群木下層から、（先祖や枝分かれした関連種ではない）本種の化石の出土記録がある。

## 関連画像
- ダブルブリーチング（グレイシャーベイ国立公園）
- 南極でのホエールウォッチング（ウィルヘルミナ湾）
- 個体数を計測する調査の光景（ハワイ諸島）
- 2007年にサクラメント川を170キロメートルも遡上し、人々の努力もあってサンフランシスコ湾に戻った親子（英語版）の子供の「Dawn」